# Лоховское муниципальное образование (Саратовская область)
Лоховское муниципальное образование — упразднённое муниципальное образование в составе Новобурасского района Саратовской области.
Административный центр — село Лох. На территории поселения находятся 3 населённых пункта — 3 села.
Законом Саратовской области от 20 апреля 2018 года № 41−ЗСО Елшанское, Лоховское и Новобурасское муниципальные образования преобразованы, путём их объединения, во вновь образованное муниципальное образование «Новобурасское муниципальное образование Новобурасского муниципального района Саратовской области», наделённое статусом городского поселения с административным центром в рабочем посёлке Новые Бурасы.

## Население
| 2010  | 2011  | 2012  | 2013  | 2014  | 2015  | 2016  |
| ----- | ----- | ----- | ----- | ----- | ----- | ----- |
| 1292  | ↘1291 | ↘1252 | ↘1218 | ↘1196 | ↗1207 | ↘1185 |
| 2017  | 2018  |       |       |       |       |       |
| ↘1042 | ↘1009 |       |       |       |       |       |

## Населённые пункты
- село Лох — административный центр;
- село Гремячка;
- село Красная Речка.